# Homel Północny
Homel Północny (biał. Гомель-Паўночны; ros. Гомель-Северный) – stacja kolejowa w miejscowości Homel, w obwodzie homelskim, na Białorusi. Leży na zachodniej obwodnicy kolejowej Homla.